# 127 î.Hr.

## Nașteri
- dată necunoscută: Alexandru Ianai  (d. 76 î.Hr.)